# حارة السودة (صنعاء شملان)
حارة السودة هي إحدى حارات حي شملان بضواحي صنعاء مديرية همدان، بلغ تعداد سكانها 2908 نسمة حسب تعداد اليمن لعام 2004.